# San Antonio Spurs 1980-1981
La stagione 1980-81 dei San Antonio Spurs fu la 5ª nella NBA per la franchigia.
I San Antonio Spurs vinsero la Midwest Division della Western Conference con un record di 52-30. Nei play-off persero 4-3 nelle semifinali di conference con gli Houston Rockets.

## Risultati
| Squadra           | V  | P  | %    | GB |
| ----------------- | -- | -- | ---- | -- |
| San Antonio Spurs | 52 | 30 | 63,4 | -  |
| Kansas City Kings | 40 | 42 | 48,8 | 12 |
| Houston Rockets   | 40 | 42 | 48,8 | 12 |
| Denver Nuggets    | 37 | 45 | 45,1 | 15 |
| Utah Jazz         | 28 | 54 | 34,1 | 24 |
| Dallas Mavericks  | 15 | 67 | 18,3 | 37 |

## Roster
| N°    | Naz.                   | Ruolo | Sportivo          | Anno | Alt. | Peso |
| ----- | ---------------------- | ----- | ----------------- | ---- | ---- | ---- |
| 00-10 | Stati Uniti (bandiera) | G     | Johnny Moore      | 1958 | 185  | 79   |
| 10    | Stati Uniti (bandiera) | G     | Ron Brewer        | 1955 | 193  | 82   |
| 12    | Stati Uniti (bandiera) | G     | Mike Gale         | 1950 | 193  | 84   |
| 13    | Stati Uniti (bandiera) | G     | James Silas       | 1949 | 183  | 82   |
| 22    | Stati Uniti (bandiera) | GA    | Gus Gerard        | 1953 | 203  | 91   |
| 30    | Stati Uniti (bandiera) | AC    | Paul Griffin      | 1954 | 206  | 93   |
| 31    | Stati Uniti (bandiera) | AC    | Kevin Restani     | 1951 | 206  | 102  |
| 32    | Stati Uniti (bandiera) | AC    | Reggie Johnson    | 1957 | 206  | 93   |
| 33    | Stati Uniti (bandiera) | A     | Michael Wiley     | 1957 | 206  | 91   |
| 34    | Stati Uniti (bandiera) | AC    | John Shumate      | 1952 | 206  | 107  |
| 40    | Stati Uniti (bandiera) | C     | Dave Corzine      | 1956 | 211  | 113  |
| 44    | Stati Uniti (bandiera) | GA    | George Gervin     | 1952 | 201  | 82   |
| 52    | Stati Uniti (bandiera) | AC    | George T. Johnson | 1948 | 211  | 93   |
| 53    | Stati Uniti (bandiera) | A     | Mark Olberding    | 1956 | 203  | 102  |

## Staff tecnico
- Allenatore: Stan Albeck
- Vice-allenatore: Morris McHone